# Robert Zubrin
Robert Zubrin (19 de abril de 1952) é um engenheiro aeroespacial e um autor conhecido por defender a terraformação de Marte, tendo sido, inclusive, o grande nome por trás dos estudos para reduzir significativamente o custo e a complexidade de tal missão. A ideia chave é usar a atmosfera de Marte para produzir o oxigênio, a água, e o propulsor de foguetes para viagens espaciais. Uma versão modificada do projeto foi adotada subsequentemente pela NASA como sendo sua.
Decepcionado com a falta do interesse do governo na exploração de Marte e depois que seu livro "The Case for Mars" começou a fazer sucesso, Zubrin, em 1998, deu forma à Mars Society. Organização internacional que defende uma missão equipada a Marte, financiando sempre que possível.